# Melaleucantha
Melaleucantha là một chi bướm đêm thuộc họ Noctuidae.